# Кашина Рогорина I (Комо)
Кашина Рогорина I је насеље у Италији у округу Комо, региону Ломбардија.
Према процени из 2011. у насељу је живело 20 становника. Насеље се налази на надморској висини од 294 м.